# United Romanian Breweries Bereprod
United Romanian Breweries Bereprod (URBB), cunoscută ca Tuborg România, este o companie producătoare de bere și sucuri din România. Compania a fost fondată in 1994 și deține o fabrică de tip greenfield deschisă în 1997 în orașul Pantelimon de lângă București. 
Compania daneză Carlsberg Group, deținătorul mărcilor de bere Carlsberg și Tuborg, a fost acționar minoritar cu 24% până în 2017, atât la URBB cât și la cealaltă companie din grup, Carlsrom Beverage Co. Carlsberg a vândut pachetele de acțiuni către acționarul majoritar, compania Central Bottling Company Ltd, partenerul Carlsberg din Israel.
URBB deține în portofoliu exclusiv mărci internaționale, respectiv producător al mărcilor Tuborg, Carlsberg, Holsten, SKOL și băuturilor răcoritoare Granini și imporator al mărcilor de bere Guinness, Kilkenny, Weihenstephaner, Grimbergen, Kronenbourg 1664 Blanc, Angelo Poretti și marca de cidru Somersby.
Compania deține o capacitate de producție de aproximativ 2 milioane hectolitri pe an. URBB a avut în 2015 un volum de 8% din piața românească de bere.